# Liste des localités de Serbie

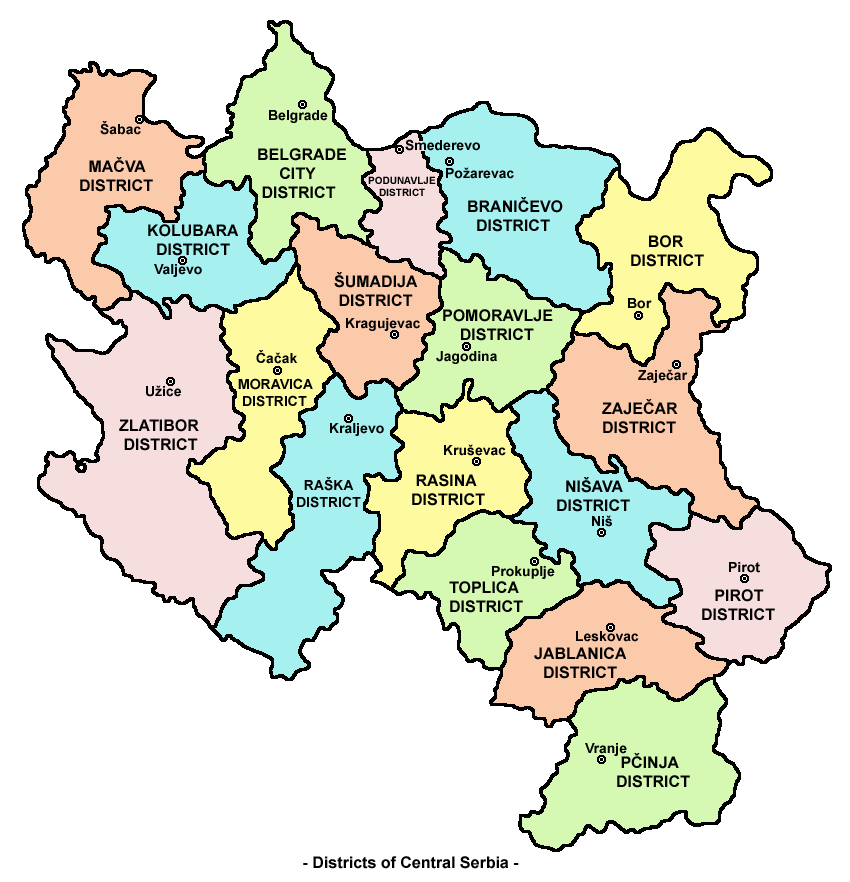
Les districts de Serbie centrale

Cet article présente une liste des localités de Serbie centrale et de Voïvodine, c'est-à-dire une liste des villes et des principaux villages du pays.

## Définitions
La « communauté locale » (mesna zajednica) est la plus petite unité administrative de la Serbie. La plupart de ces communautés locales correspondent à des « localités » (naselje), qui sont tantôt des villes tantôt des villages. En Serbie, la distinction entre une ville (grad) et un village (selo) n'est pas liée au nombre des habitants ; la "ville" est une question de statut officiel, obtenu au cours de l'histoire et, plus récemment, par décision administrative. C'est ainsi que certaines "villes" sont faiblement peuplées, tandis que certains "villages" possèdent une population importante. 
Dans les zones rurales, certains villages faiblement peuplés peuvent être regroupés dans une même « communauté locale » ; d’autres, plus importants, peuvent être divisés en plusieurs communautés locales. Dans tous ces cas, la localité serbe ressemble un peu au canton français. 
Les grandes villes, comme Belgrade, Kragujevac, Niš ou Novi Sad, sont elles aussi divisées en communautés locales. Dans ce cas, mutatis mutandis, ces communautés ressemblent un peu aux arrondissements des grandes villes françaises (Paris, Lyon, Marseille, par exemple).
Ces communautés locales sont présidées par des « conseils » (saveti) élus.
Les communautés locales sont regroupées dans une municipalité (opština), un peu analogue à un département français. De la même façon, les municipalités sont regroupées dans une unité administrative de niveau supérieur, le district (okrug), qui est un peu l'équivalent d'une région française. C'est ainsi que le district de Belgrade, qui a pour centre administratif la ville de Belgrade proprement dite, est un peu l'analogue à la région française d'Île-de-France. 
Il convient, bien sûr, d'être prudent avec ces analogies.
Voir aussi :

## Conventions
- Les localités sont classées dans la province (Serbie centrale, Voïvodine), dans le district puis dans la municipalité auxquels elles appartiennent. Dans l'attente du statut définitif du Kosovo[1], les localités de cette province, actuellement autonome au sein de la Serbie, ne sont pas répertoriées.

- À l'intérieur des municipalités, les localités sont classées dans l'ordre alphabétique serbe. C'est ainsi, par exemple, qu'une ville dont le nom commence par un "V" sera classée immédiatement après les villes commençant par un "B".

- Les localités qui comptaient plus de 2 000 habitants lors du recensement de 2002 sont indiquées en caractères gras.

- Si une localité, quel que soit le nombre de ses habitants, possède le statut de "ville", ce statut sera précisé entre parenthèses.

## Localités deSerbie centrale

### Ville de Belgrade

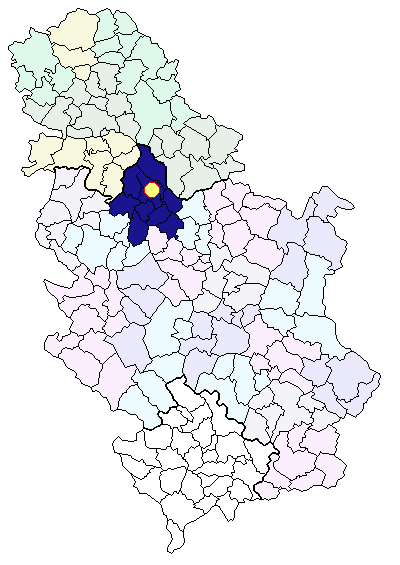
Les municipalités de la Ville de Belgrade

Le centre administratif du district est la ville de Belgrade.
- Municipalité de Barajevo : Arnajevo, Barajevo, Baćevac, Beljina, Boždarevac, Veliki Borak, Vranić, Guncati, Lisović, Manić, Meljak, Rožanci et Šiljakovac.

- Municipalité de Čukarica : une partie de Belgrade et Velika Moštanica, Ostružnica, Pećani, Rucka, Rušanj, Sremčica, Umka.

- Municipalité de Grocka : Begaljica, Boleč, Brestovik, Vinča, Vrčin, Grocka (ville), Dražanj, Živkovac, Zaklopača, Kaluđerica, Kamendol, Leštane, Pudarci, Ritopek et Umčari.

- Municipalité de Lazarevac : Arapovac, Barzilovica, Baroševac, Bistrica, Brajkovac, Burovo, Veliki Crljeni (ville), Vrbovno, Vreoci, Dren, Dudovica, Županjac, Zeoke, Junkovac, Kruševica, Lazarevac (ville), Leskovac, Lukavica, Mali Crljeni, Medoševac, Mirosaljci, Petka, Prkosava, Rudovci (ville), Sakulja, Sokolovo, Stepojevac, Strmovo, Stubica, Trbušnica, Cvetovac, Čibutkovica, Šopić et Šušnjar.

- Municipalité de Mladenovac : Amerić, Beluće, Beljevac, Velika Ivanča, Velika Krsna, Vlaška, Granice, Dubona, Jagnjilo, Kovačevac, Koraćica, Mala Vrbica, Markovac, Međulužje, Mladenovac (ville), Mladenovac (selo), Pružatovac, Rabrovac, Rajkovac, Senaja, Crkvine et Šepšin.

- Municipalité de Novi Beograd : une partie de Belgrade.

- Municipalité d'Obrenovac : Baljevac, Barič, Belo Polje, Brgulice, Brović, Veliko Polje, Vukićevica, Grabovac, Draževac, Dren, Zabrežje, Zvečka, Jasenak, Konatice, Krtinska, Ljubinić, Mala Moštanica, Mislođin, Obrenovac (ville), Orašac, Piroman, Poljane, Ratari, Rvati, Skela, Stubline, Trstenica, Urovci et Ušće.

- Municipalité de Palilula : une partie de Belgrade et Borča, Veliko Selo, Dunavac, Kovilovo, Ovča, Padinska Skela et Slanci.

- Municipalité de Rakovica : une partie de Belgrade.

- Municipalité de Savski venac : une partie de Belgrade.

- Municipalité de Sopot : Babe, Guberevac, Drlupa, Dučina, Đurinci, Mala Ivanča, Mali Požarevac, Nemenikuće, Parcani, Popović, Ralja, Rogača, Ropočevo, Sibnica, Slatina, Sopot (ville) et Stojnik.

- Municipalité de Stari grad : une partie de Belgrade.

- Municipalité de Surčin : Bečmen, Boljevci, Dobanovci (ville), Jakovo, Petrovčić, Progar et  Surčin (ville).

- Municipalité de Voždovac : une partie de Belgrade et Beli Potok, Zuce, Pinosava et Ripanj.

- Municipalité de Vračar : une partie de Belgrade.

- Municipalité de Zemun : une partie de Belgrade et Ugrinovci.

- Municipalité de Zvezdara : une partie de Belgrade.

### District de Bor
La ville de Bor est le centre administratif du district.
- Municipalité de Bor : Bor (ville), Brestovac, Bučje, Gornjane, Donja Bela Reka, Zlot, Krivelj, Luka, Metovnica, Oštrelj, Slatina, Tanda, Topla et  Šarbanovac.

- Municipalité de Kladovo : Brza Palanka (ville), Vajuga, Velesnica, Velika Vrbica, Velika Kamenica, Grabovica, Davidovac, Kladovo (ville), Kladušnica, Korbovo, Kostol, Kupuzište, Ljubičevac, Mala Vrbica, Manastirica, Milutinovac, Novi Sip, Petrovo Selo, Podvrška, Reka, Rečica, Rtkovo, et Tekija.

- Municipalité de Majdanpek : Boljetin, Vlaole, Golubinje, Debeli Lug, Donji Milanovac (ville), Jasikovo, Klokočevac, Leskovo, Majdanpek (ville), Miroč, Mosna, Rudna Glava, Topolnica et Crnajka.

- Municipalité de Negotin : Aleksandrovac, Braćevac, Brestovac, Bukovče, Veljkovo, Vidrovac, Vratna, Dupljane, Dušanovac, Jabukovac, Jasenica, Karbulovo, Kobišnica, Kovilovo, Mala Kamenica, Malajnica, Miloševo, Mihajlovac, Mokranje, Negotin (ville), Plavna, Popovica, Prahovo, Radujevac, Rajac, Rečka, Rogljevo, Samarinovac, Sikole, Slatina, Smedovac, Srbovo, Tamnič, Trnjane, Urovica, Crnomasnica, Čubra, Šarkamen et Štubik.

### District de Braničevo
Požarevac est le centre administratif du district.
- Municipalité de Golubac : Barič, Bikinje, Braničevo, Brnjica, Vinci, Vojilovo, Golubac, Dvorište, Dobra, Donja Kruševica, Dušmanić, Žitkovica, Klenje, Krivača, Kudreš, Maleševo, Miljević, Mrčkovac, Ponikve, Radoševac, Sladinac, Snegotin, Usije et Šuvajić.

- Municipalité de Kučevo : Blagojev Kamen, Brodica, Bukovska, Velika Bresnica, Voluja, Vuković, Duboka, Zelenik, Kaona, Kučajna, Kučevo (ville), Lješnica, Mala Bresnica, Mišljenovac, Mustapić, Neresnica, Rabrovo, Ravnište, Radenka, Rakova Bara, Sena, Srpce, Turija, Ceremošnja, Cerovica et Ševica.

- Municipalité de Malo Crniće : Aljudovo, Batuša, Boževac, Veliko Selo, Veliko Crniće, Vrbnica, Zabrega, Kalište, Kobilje, Kravlji Do, Kula, Malo Gradište, Malo Crniće, Salakovac, Smoljinac, Toponica, Crljenac, Šapine et Šljivovac.

- Municipalité de Petrovac na Mlavi : Bistrica, Bošnjak, Burovac, Busur, Vezičevo, Veliki Popovac, Veliko Laole, Vitovnica, Vošanovac, Dobrnje, Dubočka, Ždrelo, Zabrđe, Kamenovo, Kladurovo, Knežica, Krvije, Leskovac, Lopušnik, Malo Laole, Manastirica, Melnica, Oreškovica, Orljevo, Pankovo, Petrovac na Mlavi (ville), Ranovac, Rašanac, Stamnica, Starčevo, Tabanovac, Trnovče, Ćovdin et Šetonje.

- Municipalité de Požarevac : Bare, Batovac, Beranje, Bradarac, Bratinac, Brežane, Bubušinac, Dragovac, Drmno, Dubravica, Živica, Kasidol, Klenovnik, Kličevac, Kostolac (ville), Kostolac (selo), Lučica, Maljurevac, Nabrđe, Ostrovo, Petka, Požarevac (ville), Poljana, Prugovo, Rečica, Trnjane et Ćirikovac.

- Municipalité de Veliko Gradište : Biskuplje, Veliko Gradište (ville), Garevo, Desine, Doljašnica, Đurakovo, Zatonje, Kamijevo, Kisiljevo, Kumane, Kurjače, Kusiće, Ljubinje, Majilovac, Makce, Ostrovo, Pečanica, Požeženo, Popovac, Ram, Sirakovo, Srednjevo, Topolovnik, Tribrode, Carevac et Češljeva Bara.

- Municipalité de Žabari : Aleksandrovac, Brzohode, Viteževo, Vlaški Do, Žabari, Kočetin, Mirijevo, Oreovica, Polatna, Porodin, Svinjarevo, Sibnica, Simićevo, Tićevac et Četereže.

- Municipalité de Žagubica : Bliznak, Breznica, Vukovac, Žagubica, Izvarica, Jošanica, Krepoljin, Krupaja, Laznica, Lipe, Medveđica, Milanovac, Milatovac, Osanica, Ribare, Selište, Sige et Suvi Do.

### District de Jablanica
Leskovac est le centre administratif du district.
- Municipalité de Bojnik : Bojnik, Borince, Brestovac, Vujanovo, Gornje Brijanje, Gornje Konjuvce, Granica, Dobra Voda, Donje Konjuvce, Dragovac, Dubrava, Đinđuša, Zeletovo, Zorovac, Ivanje, Kamenica, Kacabać, Kosančić, Lapotince, Lozane, Magaš, Majkovac, Mijajlica, Mrveš, Obilić, Obražda, Orane, Plavce, Pridvorica, Rečica, Savinac, Slavnik, Stubla, Turjane, Ćukovac et Crkvice.

- Municipalité de Crna Trava : Bajinci, Bankovci, Bistrica, Brod, Vus, Gornje Gare, Gradska, Darkovce, Dobro Polje, Zlatance, Jabukovik, Jovanovce, Kalna, Krivi Del, Krstićevo, Mlačište, Obradovce, Ostrozub, Pavličina, Preslap, Rajčetine, Ruplje, Sastav Reka, Crna Trava et Čuka.

- Municipalité de Lebane : Bačevina, Bošnjace, Buvce, Veliko Vojlovce, Geglja, Goli Rid, Gornje Vranovce, Grgurovce, Donje Vranovce, Drvodelj, Ždeglovo, Klajić, Konjino, Krivača, Lalinovac, Lebane (ville), Lipovica, Lugare, Malo Vojlovce, Nova Topola, Novo Selo, Pertate, Petrovac, Popovce, Poroštica, Prekopčelica, Radevce, Radinovac, Rafuna, Svinjarica, Sekicol, Slišane, Togočevce, Ćenovac, Cekavica, Šarce, Šilovo, Štulac et Šumane.

- Municipalité de Leskovac : Babičko, Badince, Barje, Belanovce, Beli Potok, Bistrica, Bobište, Bogojevce, Bojišina, Boćevica, Bratmilovce, Brejanovce, Brestovac, Brza, Bričevlje, Bukova Glava, Bunuški Čifluk, Velika Biljanica, Velika Grabovnica, Velika Kopašnica, Velika Sejanica, Veliko Trnjane, Vilje Kolo, Vina, Vinarce, Vlase, Vučje (ville), Gagince, Golema Njiva, Gorina, Gornja Bunuša, Gornja Jajina, Gornja Kupinovica, Gornja Lokošnica, Gornja Slatina, Gornje Krajince, Gornje Sinkovce, Gornje Stopanje, Gornje Trnjane, Gornji Bunibrod, Gradašnica, Grajevce, Graovo, Grdanica, Grdelica (ville), Grdelica (selo), Guberevac, Dedina Bara, Dobrotin, Donja Bunuša, Donja Jajina, Donja Kupinovica, Donja Lokošnica, Donja Slatina, Donje Brijanje, Donje Krajince, Donje Sinkovce, Donje Stopanje, Donje Trnjane, Donji Bunibrod, Draškovac, Drvodelja, Drćevac, Dušanovo, Žabljane, Živkovo, Žižavica, Zagužane, Zalužnje, Zlokućane, Zloćudovo, Zoljevo, Igrište, Jarsenovo, Jašunja, Jelašnica, Kaluđerce, Karađorđevac, Kaštavar, Kovačeva Bara, Kozare, Koraćevac, Krpejce, Kukulovce, Kumarevo, Kutleš, Leskovac (ville), Lipovica, Ličin Dol, Mala Biljanica, Mala Grabovnica, Mala Kopašnica, Manojlovce, Međa, Melovo, Milanovo, Miroševce, Mrkovica, Mrštane, Navalin, Nakrivanj, Nesvrta, Novo Selo, Nomanica, Oraovica (Grdelica), Oraovica (Crkovnica), Orašac, Oruglica, Padež, Palikuća, Palojce, Petrovac, Pečenjevce, Piskupovo, Podrimce, Predejane, Predejane (selo), Presečina, Priboj, Ravni Del, Radonjica, Razgojna, Rajno Polje, Rudare, Svirce, Slavujevce, Slatina, Smrdan, Strojkovce, Stupnica, Suševlje, Todorovce, Tulovo, Tupalovce, Turekovac, Crveni Breg, Crkovnica, Crcavac, Čekmin, Čifluk Razgojnski, Čukljenik, Šainovac, Šarlince et Šišince.

- Municipalité de Medveđa : Bogunovac, Borovac, Varadin, Velika Braina, Vrapce, Gazdare, Gornja Lapaštica, Gornji Bučumet, Gornji Gajtan, Grbavce, Gubavce, Gurgutovo, Donja Lapaštica, Donji Bučumet, Donji Gajtan, Drence, Đulekare, Kapit, Lece, Mala Braina, Marovac, Maćedonce, Maćedonce (Retkocersko), Medveđa (ville), Medevce, Mrkonje, Negosavlje, Petrilje, Poroštica, Pusto Šilovo, Ravna Banja, Retkocer, Rujkovac, Svirce, Sijarina, Sijarinska Banja (ville), Sponce, Srednji Bučumet, Stara Banja, Stubla, Tulare, Tupale, Crni Vrh et Čokotin.

- Municipalité de Vlasotince : Aleksine, Batulovce, Boljare, Borin Do, Brezovica, Vlasotince (ville), Gložane, Gornja Lomnica, Gornja Lopušnja, Gornji Dejan, Gornji Orah, Gornji Prisjan, Gradište, Gunjetina, Dadince, Dobroviš, Donja Lomnica, Donja Lopušnja, Donje Gare, Donji Dejan, Donji Prisjan, Zlatićevo, Javorje, Jakovljevo, Jastrebac, Kozilo, Komarica, Konopnica, Kruševica, Kukavica, Ladovica, Lipovica, Orašje, Ostrc, Pržojne, Prilepac, Ravna Gora, Ravni Del, Samarnica, Svođe, Skrapež, Sredor, Stajkovce, Stranjevo, Tegošnica, Crna Bara, Crnatovo et Šišava.

### District de Kolubara
La ville de Valjevo est le centre administratif du district.
- Municipalité de Lajkovac : Bajevac, Bogovađa, Vračević, Donji Lajkovac, Jabučje, Lajkovac (ville), Lajkovac (selo), Mali Borak, Markova Crkva, Nepričava, Pepeljevac, Pridvorica, Ratkovac, Rubribreza, Skobalj, Slovac, Stepanje, Strmovo et Ćelije.

- Municipalité de Ljig : Ba, Babajić, Belanovica (ville), Bošnjanović, Brančić, Veliševac, Gukoš, Dići, Donji Banjani, Živkovci, Ivanovci, Jajčić, Kadina Luka, Kalanjevci, Kozelj, Lalinci, Latković, Liplje, Ljig (ville), Milavac, Moravci, Paležnica, Poljanice, Slavkovica, Cvetanovac, Štavica et Šutci.

- Municipalité de Mionica : Berkovac, Brežđe, Bukovac, Velika Marišta, Virovac, Vrtiglav, Golubac, Gornji Lajkovac, Gornji Mušić, Gunjica, Donji Mušić, Dučić, Đurđevac, Klašnić, Ključ, Komanice, Krčmar, Maljević, Mionica (ville), Mionica (selo), Mratišić, Nanomir, Osečenica, Paštrić, Planinica, Popadić, Radobić, Rajković, Rakari, Robaje, Sanković, Struganik, Tabanović, Todorin Do, Tolić et Šušeoka.

- Municipalité d'Osečina : Bastav, Belotić, Bratačić, Gornje Crniljevo, Gunjaci, Dragijevica, Dragodol, Komirić, Konjic, Konjuša, Lopatanj, Osečina, Osečina (selo), Ostružanj, Pecka, Plužac, Sirdija, Skadar, Tuđin et Carina.

- Municipalité d'Ub : Banjani, Bogdanovica, Brgule, Brezovica, Vrelo, Vrhovine, Vukona, Gvozdenović, Gunjevac, Dokmir, Zvizdar, Joševa, Kalenić, Kalinovac, Kožuar, Kršna Glava, Liso Polje, Lončanik, Milorci, Murgaš, Novaci, Paljuvi, Pambukovica, Radljevo, Raduša, Ruklada, Slatina, Sovljak, Stublenica, Takovo, Tvrdojevac, Trlić, Trnjaci, Tulari, Ub (ville), Crvena Jabuka, Čučuge et Šarbane.

- Municipalité de Valjevo : Babina Luka, Balinović, Bačevci, Belić, Beloševac, Beomužević, Blizonje, Bobova, Bogatić, Brangović, Brankovina, Brezovice, Bujačić, Valjevo (ville), Veselinovac, Vlaščić, Vragočanica, Vujinovača, Gola Glava, Gorić, Gornja Bukovica, Gornja Grabovica, Gornje Leskovice, Degurić, Divci, Divčibare (ville), Donja Bukovica, Donje Leskovice, Dračić, Dupljaj, Žabari, Zabrdica, Zarube, Zlatarić, Jazovik, Jasenica, Jovanja, Joševa, Kamenica, Klanica, Klinci, Kovačice, Kozličić, Kotešica, Kunice, Lelić, Loznica, Lukavac, Majinović, Mijači, Miličinica, Mrčić, Oglađenovac, Osladić, Paklje, Paune, Petnica, Popučke, Prijezdić, Pričević, Rabas, Ravnje, Rađevo Selo, Rebelj, Rovni, Sandalj, Sedlari, Sitarice, Sovač, Stanina Reka, Stapar, Strmna Gora, Stubo, Suvodanje, Sušica, Taor, Tubravić et Tupanci.

### District de Mačva
Šabac est le centre administratif du district.
- Municipalité de Bogatić : Badovinci, Banovo Polje, Belotić, Bogatić, Glogovac, Glušci, Dublje, Klenje, Metković, Očage, Salaš Crnobarski, Sovljak, Uzveće, Crna Bara.

- Municipalité de Loznica : Banja Koviljača (ville), Baščeluci, Bradić, Brezjak, Brnjac, Veliko Selo, Voćnjak, Gornja Badanja, Gornja Borina, Gornja Koviljača, Gornja Sipulja, Gornje Nedeljice, Gornji Dobrić, Grnčara, Donja Badanja, Donja Sipulja, Donje Nedeljice, Donji Dobrić, Draginac, Zajača, Jadarska Lešnica, Jarebice, Jelav, Joševa, Jugovići, Kamenica, Klupci, Kozjak, Korenita, Krajišnici, Lešnica, Lipnica, Lipnički Šor, Loznica (ville), Lozničko Polje, Milina, Novo Selo, Paskovac, Ploča, Pomijača, Ribarice, Runjani, Simino Brdo, Slatina, Straža, Stupnica, Tekeriš, Trbosilje, Trbušnica, Tršić, Filipovići, Cikote, Čokešina et Šurice.

- Municipalité de Koceljeva : Batalage, Brdarica, Bresnica, Galović, Goločelo, Gradojević, Donje Crniljevo, Draginje, Družetić, Zukve, Kamenica, Koceljeva, Ljutice, Mali Bošnjak, Svileuva, Subotica et Ćukovine.

- Municipalité de Krupanj : Banjevac, Bela Crkva, Bogoštica, Brezovice, Brštica, Vrbić, Dvorska, Zavlaka, Kostajnik, Krasava, Kržava, Krupanj  (ville), Likodra, Lipenović, Mojković, Planina, Ravnaja, Stave, Tolisavac, Tomanj, Cvetulja, Cerova et Šljivova.

- Municipalité de Ljubovija : Berlovine, Vrhpolje, Gornja Ljuboviđa, Gornja Orovica, Gornja Trešnjica, Gornje Košlje, Gračanica, Grčić, Donja Ljuboviđa, Donja Orovica, Drlače, Duboko, Leović, Lonjin, Ljubovija, Orovička Planina, Podnemić, Postenje, Rujevac, Savković, Selenac, Sokolac, Tornik, Uzovnica, Caparić, Crnča et Čitluk.

- Municipalité de Mali Zvornik : Amajić, Brasina, Budišić, Velika Reka, Voljevci, Donja Borina, Donja Trešnjica, Mali Zvornik (ville), Radalj, Sakar, Culine et Čitluk.

- Municipalité de Šabac : Bela Reka, Bogosavac, Bojić, Bukor, Varna, Volujac, Gornja Vranjska, Grušić, Dvorište, Desić, Dobrić, Drenovac, Duvanište, Žabar, Zablaće, Zminjak, Jevremovac, Jelenča, Korman, Krivaja, Lipolist, Majur, Mala Vranjska, Maovi, Mačvanski Pričinović, Metlić, Miloševac, Miokus, Mišar, Mrđenovac, Nakučani, Orašac, Orid, Petkovica, Petlovača, Pocerski Metković, Pocerski Pričinović, Predvorica, Prnjavor, Radovašnica, Ribari, Rumska, Sinošević, Skrađani, Slatina, Slepčević, Tabanović, Cerovac, Culjković, Šabac (ville), Ševarice et Štitar.

- Municipalité de Vladimirci : Belotić, Beljin, Bobovik, Vladimirci, Vlasenica, Vukošić, Vučevica, Debrc, Dragojevac, Zvezd, Jazovnik, Jalovik, Kaona, Kozarica, Krnić, Krnule, Kujavica, Lojanice, Matijevac, Mesarci, Mehovine, Mrovska, Novo Selo, Pejinović, Provo, Riđake, Skupljen, Suvo Selo et Trbušac.

### District de Moravica
Čačak est le centre administratif du district.
- Municipalité de Čačak : Atenica, Baluga (Ljubićska), Baluga (Trnavska), Banjica, Beljina, Bečanj, Brezovica, Bresnica, Vapa, Vidova, Viljuša, Vranići, Vrnčani, Vujetinci, Goričani, Gornja Gorevnica, Gornja Trepča, Donja Gorevnica, Donja Trepča, Žaočani, Zablaće, Jančići, Ježevica, Jezdina, Katrga, Kačulice, Konjevići, Kukići, Kulinovci, Lipnica, Loznica, Ljubić, Međuvršje, Milićevci, Miokovci, Mojsinje, Mrčajevci, Mršinci, Ovčar Banja, Ostra, Pakovraće, Parmenac, Petnica, Preljina, Premeća, Pridvorica, Prijevor, Prislonica, Rajac, Rakova, Riđage, Rošci, Slatina, Sokolići, Stančići, Trbušani, Trnava et Čačak (ville).

- Municipalité de Gornji Milanovac : Belo Polje, Beršići, Bogdanica, Boljkovci, Brajići, Brđani, Brezna, Brezovica, Brusnica, Varnice, Velereč, Vraćevšnica, Vrnčani, Gojna Gora, Gornja Vrbava, Gornja Crnuća, Gornji Banjani, Gornji Branetići, Gornji Milanovac  (ville), Grabovica, Davidovica, Donja Vrbava, Donja Crnuća, Donji Branetići, Dragolj, Drenova, Družetići, Zagrađe, Jablanica, Kalimanići, Kamenica, Klatičevo, Koštunići, Kriva Reka, Leušići, Lipovac, Lozanj, Ločevci, Lunjevica, Ljevaja, Ljutovnica, Majdan, Mutanj, Nakučani, Nevade, Ozrem, Polom, Pranjani, Prnjavor, Reljinci, Rudnik, Ručići, Svračkovci, Semedraž, Sinoševići, Srezojevci, Takovo, Teočin, Trudelj, Ugrinovci, Cerova, Šarani et Šilopaj.

- Municipalité d'Ivanjica : Bedina Varoš, Bratljevo, Brezova, Brusnik, Budoželja, Bukovica, Vasiljevići, Vionica, Vrmbaje, Vučak, Gleđica, Gradac, Dajići, Devići, Deretin, Dobri Do, Dubrava, Erčege, Ivanjica (ville), Javorska Ravna Gora, Katići, Klekova, Kovilje, Komadine, Koritnik, Kosovica, Kumanica, Kušići, Lisa, Luke, Mana, Maskova, Medovine, Međurečje, Močioci, Opaljenik, Osonica, Preseka, Prilike, Ravna Gora, Radaljevo, Rovine, Rokci, Sveštica, Sivčina, Smiljevac, Čečina, Šarenik et Šume.

- Municipalité de Lučani : Beli Kamen, Viča, Vlasteljice, Vučkovica, Goračići, Gornja Kravarica, Gornji Dubac, Grab, Guberevci, Guča (ville), Guča (selo), Dljin, Donja Kravarica, Donji Dubac, Dučalovići, Đerađ, Živica, Zeoke, Kaona, Kotraža, Krivača, Krtac, Lis, Lisice, Lučani (ville), Lučani (selo), Markovica, Milatovići, Negrišori, Puhovo, Pšanik, Rogača, Rtari, Rti, Tijanje et Turica.

### District de Nišava
La ville de Niš est le centre administratif du district.
- Municipalité d'Aleksinac : Aleksinac (ville), Aleksinački Bujmir, Aleksinački Rudnik (ville), Bankovac, Beli Breg, Belja, Bobovište, Bovan, Bradarac, Vakup, Veliki Drenovac, Vitkovac, Vrelo, Vrćenovica, Vukanja, Vukašinovac, Glogovica, Golešnica, Gornja Peščanica, Gornje Suhotno, Gornji Adrovac, Gornji Krupac, Gornji Ljubeš, Gredetin, Grejač, Dašnica, Deligrad, Dobrujevac, Donja Peščanica, Donje Suhotno, Donji Adrovac, Donji Krupac, Donji Ljubeš, Draževac, Žitkovac, Jakovlje, Jasenje, Kamenica, Katun, Koprivnica, Korman, Kraljevo, Krušje, Kulina, Lipovac, Loznac, Loćika, Lužane, Ljupten, Mali Drenovac, Mozgovo, Moravac, Moravski Bujmir, Nozrina, Porodin, Prekonozi, Prćilovica, Prugovac, Radevac, Rsovac, Rutevac, Srezovac, Stanci, Stublina, Subotinac, Tešica, Trnjane, Ćićina, Crna Bara, Česta, Čukurovac et Šurić.

- Municipalité de Doljevac : Belotinac, Doljevac, Klisura, Knežica, Kočane, Malošište, Mekiš, Orljane, Perutina, Pukovac, Rusna, Ćurlina, Čapljinac, Čečina, Šajinovac et Šarlince.

- Municipalité de Gadžin Han : Veliki Vrtop, Veliki Krčimir, Vilandrica, Gare, Gadžin Han, Gornje Vlase, Gornje Dragovlje, Gornji Barbeš, Gornji Dušnik, Grkinja, Donje Dragovlje, Donji Barbeš, Donji Dušnik, Duga Poljana, Dukat, Jagličje, Kaletinac, Koprovnica, Krastavče, Ličje, Mali Vrtop, Mali Krčimir, Marina Kutina, Miljkovac, Novo Selo, Ovsinjinac, Ravna Dubrava, Semče, Sopotnica, Taskovići, Toponica, Ćelije, Čagrovac et Šebet.

- Municipalité de Merošina : Azbresnica, Aleksandrovo, Arbanasce, Balajnac, Baličevac, Batušinac, Biljeg, Brest, Bučić, Gornja Rasovača, Gradište, Devča, Dešilovo, Donja Rasovača, Dudulajce, Jovanovac, Jug Bogdanovac, Kovanluk, Kostadinovac, Krajkovac, Lepaja, Merošina, Mramorsko Brdo, Oblačina, Padina, Rožina et Čubura.

- Ville de Niš, comportant les municipalités de :
  - Pantelej : une partie de la ville de Niš et Brenica, Vrelo, Gornja Vrežina, Gornji Matejevac, Donja Vrežina, Donji Matejevac, Jasenovik, Kamenica, Knez Selo, Malča, Oreovac, Pasjača, Cerje.
  - Medijana : une partie de la ville de Niš et Brzi Brod.
  - Crveni krst : une partie de la ville de Niš et Berčinac, Vele Polje, Vrtište, Gornja Toponica, Gornja Trnava, Gornji Komren, Donja Toponica, Donja Trnava, Donji Komren, Kravlje, Leskovik, Medoševac, Mezgraja, Miljkovac, Paligrace, Paljina, Popovac, Rujnik, Sečanica, Supovac, Trupale, Hum, Čamurlija.
  - Palilula : une partie de la ville de Niš et Berbatovo, Bubanj, Vukmanovo, Gabrovac, Gornje Međurovo, Deveti Maj, Donje Vlase, Donje Međurovo, Krušce, Lalinac, Mramor, Mramorski Potok, Pasi Poljana, Suvi Do et Čokot.
  - Niška Banja : Bancarevo, Gornja Studena, Donja Studena, Jelašnica, Koritnjak, Kunovica, Lazarevo Selo, Manastir, Nikola Tesla, Niška Banja (ville), Ostrovica, Prva Kutina, Prosek, Ravni Do, Radikina Bara, Rautovo, Sićevo et Čukljenik.

- Municipalité de Ražanj : Braljina, Varoš, Vitoševac, Grabovo, Lipovac, Mađere, Maletina, Maćija, Novi Bračin, Pardik, Podgorac, Poslon, Praskovče, Pretrkovac, Ražanj, Rujište, Skorica, Smilovac, Stari Bračin, Cerovo, Crni Kao, Čubura et Šetka.

- Municipalité de Svrljig : Beloinje, Burdimo, Bučum, Varoš, Vlahovo, Galibabinac, Gojmanovac, Grbavče, Gulijan, Guševac, Davidovac, Drajinac, Đurinac, Željevo, Izvor, Kopajkošara, Labukovo, Lalinac, Lozan, Lukovo, Manojlica, Merdželat, Mečji Do, Niševac, Okolište, Okruglica, Palilula, Periš, Pirkovac, Plužina, Popšica, Prekonoga, Radmirovac, Ribare, Svrljig (ville), Slivje, Tijovac, Crnoljevica et Šljivovik.

### District de Pčinja
La ville de Vranje est le centre administratif du district.
- Municipalité de Bosilegrad : Barje, Belut, Bistar, Bosilegrad (ville), Brankovci, Bresnica, Buceljevo, Gložje, Goleš, Gornja Lisina, Gornja Ljubata, Gornja Ržana, Gornje Tlamino, Grujinci, Doganica, Donja Lisina, Donja Ljubata, Donja Ržana, Donje Tlamino, Dukat, Žeravino, Zli Dol, Izvor, Jarešnik, Karamanica, Milevci, Mlekominci, Musulj, Nazarica, Paralovo, Ploča, Radičevci, Rajčilovci, Resen, Ribarci, Rikačevo et Crnoštica.

- Municipalité de Bujanovac : Baraljevac, Biljača, Bogdanovac, Božinjevac, Borovac, Bratoselce, Breznica, Brnjare, Bujanovac (ville), Buštranje, Veliki Trnovac, Vogance, Vrban, Gornje Novo Selo, Gramada, Dobrosin, Donje Novo Selo, Drežnica, Đorđevac, Žbevac, Žuželjica, Zarbince, Jablanica, Jastrebac, Karadnik, Klenike, Klinovac, Končulj, Košarno, Krševica, Kuštica, Levosoje, Letovica, Lopardince, Lukarce, Lučane, Ljiljance, Mali Trnovac, Muhovac, Negovac, Nesalce, Oslare, Pretina, Pribovce, Ravno Bučje, Rakovac, Rusce, Samoljica, Sveta Petka, Sebrat, Sejace, Spančevac, Srpska Kuća, Starac, Suharno, Trejak, Turija, Uzovo et Čar.

- Municipalité de Preševo : Aliđerce, Berčevac, Bujić, Bukarevac, Bukovac, Buštranje, Golemi Dol, Gornja Šušaja, Gospođince, Depce, Donja Šušaja, Žujince, Ilince, Kurbalija, Ljanik, Mađare, Miratovac, Norča, Oraovica, Pečeno, Preševo (ville), Rajince, Ranatovce, Reljan, Svinjište, Sefer, Slavujevac, Stanevce, Strezovce, Trnava, Cakanovac, Cerevajka, Crnotince et Čukarka.

- Municipalité de Surdulica : * Alakince, Bacijevce, Belo Polje (ville), Binovce, Bitvrđa, Božica, Vlasina Okruglica, Vlasina Rid, Vlasina Stojkovićeva, Vučadelce, Gornja Koznica, Gornje Romanovce, Groznatovci, Danjino Selo, Dikava, Donje Romanovce, Drajinci, Dugi Del, Dugojnica, Zagužanje, Jelašnica, Kalabovce, Kijevac, Klisura, Kolunica, Kostroševci, Leskova Bara, Masurica, Mačkatica, Novo Selo, Palja, Rđavica, Stajkovce, Strezimirovci, Suvojnica, Surdulica (ville), Suhi Dol, Topli Do, Topli Dol, Troskač et Ćurkovica.

- Municipalité de Trgovište : Babina Poljana, Barbace, Vladovce, Goločevac, Gornovac, Gornja Trnica, Gornji Kozji Dol, Gornji Stajevac, Dejance, Donja Trnica, Donji Kozji Dol, Donji Stajevac, Dumbija, Đerekarce, Zladovce, Kalovo, Lesnica, Mala Reka, Margance, Mezdraja, Novi Glog, Novo Selo, Petrovac, Prolesje, Radovnica, Rajčevce, Surlica, Trgovište, Crveni Grad, Crna Reka, Crnovce, Šajince, Šaprance, Široka Planina et Šumata Trnica.

- Municipalité de Vladičin Han : Balinovce, Bačvište, Belanovce, Beliševo,  Bogoševo, Brestovo, Vladičin Han (ville), Vrbovo, Garinje, Gornje Jabukovo, Gramađe, Dekutince, Donje Jabukovo, Dupljane, Žitorađe, Zebince, Jagnjilo, Jastrebac, Jovac, Kalimance, Kacapun, Koznica, Kopitarce, Kostomlatica, Kržince, Kukavica, Kunovo, Lebet, Lepenica, Letovište, Ljutež, Mazarać, Manajle, Manjak, Mrtvica, Ostrovica, Polom, Prekodolce, Priboj, Ravna Reka, Rdovo, Repince, Repište, Ružiće, Solačka Sena, Srneći Dol, Stubal, Suva Morava, Tegovište, Urvič et Džep.

- Municipalité de Vranje : Aleksandrovac, Babina Poljana, Barbarušince, Barelić, Beli Breg, Bojin Del, Bresnica, Bujkovac, Buljesovce, Buštranje, Viševce, Vlase, Vranje (ville), Vranjska Banja (ville), Vrtogoš, Golemo Selo, Gornja Otulja, Gornje Žapsko, Gornje Punoševce, Gornje Trebešinje, Gornji Neradovac, Gradnja, Gumerište, Davidovac, Dobrejance, Donja Otulja, Donje Žapsko, Donje Punoševce, Donje Trebešinje, Donji Neradovac, Dragobužde, Drenovac, Dubnica, Duga Luka, Dulan, Dupeljevo, Zlatokop, Izumno, Katun, Klašnjice, Klisurica, Kopanjane, Korbevac, Korbul, Koćura, Kriva Feja, Kruševa Glava, Kumarevo, Kupinince, Lalince, Leva Reka, Lepčince, Lipovac, Lukovo, Margance, Mečkovac, Mijakovce, Mijovce, Milanovo, Milivojce, Moštanica, Nastavce, Nesvrta, Nova Brezovica, Oblička Sena, Ostra Glava, Pavlovac, Panevlje, Pljačkovica, Prvonek, Prevalac, Preobraženje, Ranutovac, Rataje, Ribnice, Ristovac, Roždace, Rusce, Sebevranje, Sikirje, Slivnica, Smiljević, Soderce, Srednji Del, Stance, Stara Brezovica, Stari Glog, Strešak, Stropsko, Struganica, Studena, Suvi Dol, Surdul, Tesovište, Tibužde, Toplac, Trstena, Tumba, Ćukovac, Ćurkovica, Urmanica, Uševce, Crni Vrh, Crni Lug et Čestelin.

### District de Pirot
La ville de Pirot est le centre administratif de ce district.
- Municipalité de Babušnica : Aleksandrovac, Babušnica (ville), Berduj, Berin Izvor, Bogdanovac, Bratiševac, Brestov Dol, Vava, Valniš, Veliko Bonjince, Vojnici, Vrelo, Vuči Del, Gornje Krnjino, Gornji Striževac, Gorčinci, Grnčar, Dol, Donje Krnjino, Donji Striževac, Draginac, Dučevac, Zavidince, Zvonce, Izvor, Jasenov Del, Kaluđerovo, Kambelevci, Kijevac, Leskovica, Linovo, Ljuberađa, Malo Bonjince, Masurovci, Mezgraja, Modra Stena, Našuškovica, Ostatovica, Preseka, Provaljenik, Radinjinci, Radosinj, Radoševac, Rakita, Rakov Dol, Raljin, Resnik, Stol, Strelac, Studena, Suračevo, Crvena Jabuka et Štrbovac.

- Municipalité de Bela Palanka : Babin Kal, Bežište, Bela Palanka (ville), Bukurovac, Veta, Vitanovac, Vrandol, Vrgudinac, Glogovac, Gornja Glama, Gornja Koritnica, Gornji Rinj, Gradište, Divljana, Dolac, Dolac (selo), Donja Glama, Donja Koritnica, Donji Rinj, Draževo, Klenje, Klisura, Kozja, Kosmovac, Kremenica, Krupac, Lanište, Leskovik, Ljubatovica, Miranovac, Miranovačka Kula, Moklište, Mokra, Novo Selo, Oreovac, Pajež, Sinjac, Tamnjanica, Telovac, Toponica, Crvena Reka, Crveni Breg, Crnče, Čiflik, Šljivovik et Špaj.

- Municipalité de Dimitrovgrad : Banjski Dol, Barje, Bačevo, Beleš, Bilo, Boljev Dol, Braćevci, Brebevnica, Verzar, Visočki Odorovci, Vlkovija, Vrapča, Gojin Dol, Gornja Nevlja, Gornji Krivodol, Gradinje, Grapa, Gulenovci, Dimitrovgrad (ville), Donja Nevlja, Donji Krivodol, Dragovita, Željuša, Izatovci, Iskrovci, Kamenica, Kusa Vrana, Lukavica, Mazgoš, Mojinci, Paskašija, Petačinci, Petrlaš, Planinica, Poganovo, Prača, Protopopinci, Radejna, Senokos, Skrvenica, Slivnica, Smilovci et Trnski Odorovci.

- Municipalité de Pirot : Bazovik, Barje Čiflik, Basara, Bela, Berilovac, Berovica, Blato, Brlog, Velika Lukanja, Veliki Jovanovac, Veliki Suvodol, Veliko Selo, Visočka Ržana, Vlasi, Vojnegovac, Vranište, Gnjilan, Gornja Držina, Gostuša, Gradašnica, Gradište, Dobri Do, Dojkinci, Držina, Zaskovci, Izvor, Jalbotina, Jelovica, Kamik, Koprivštica, Kostur, Krupac, Kumanovo, Mali Jovanovac, Mali Suvodol, Milojkovac, Mirkovci, Nišor, Novi Zavoj, Obrenovac, Oreovica, Orlja, Osmakova, Pakleštica, Pasjač, Petrovac, Pirot (ville), Planinica, Pokrevenik, Poljska Ržana, Ponor, Prisjan, Ragodeš, Rasnica, Rosomač, Rsovci, Rudinje, Sinja Glava, Slavinja, Sopot, Srećkovac, Staničenje, Sukovo, Temska, Topli Do, Trnjana, Cerev Del, Cerova, Crvenčevo, Crnoklište, Činiglavci et Šugrin.

### District de Podunavlje
La ville de Smederevo est le centre administratif du district.
- Municipalité de Smederevo : Badljevica, Binovac, Vodanj, Vranovo, Vrbovac, Vučak, Dobri Do, Drugovac, Kolari, Kulič, Landol, Lipe, Lugavčina, Lunjevac, Mala Krsna, Malo Orašje, Mihajlovac, Osipaonica, Petrijevo, Radinac, Ralja, Saraorci, Seone, Skobalj, Smederevo (ville), Suvodol, Udovice et Šalinac.

- Municipalité de Smederevska Palanka : Azanja, Baničina, Bačinac, Bašin, Vlaški Do, Vodice, Glibovac, Golobok, Grčac, Kusadak, Mala Plana, Mramorac, Pridvorice, Ratari, Selevac, Smederevska Palanka (ville), Stojačak et Cerovac.

- Municipalité de Velika Plana : Velika Plana (ville), Veliko Orašje, Donja Livadica, Krnjevo, Kupusina, Lozovik, Markovac, Miloševac, Novo Selo, Radovanje, Rakinac, Staro Selo et Trnovče.

### District de Pomoravlje
La ville de Jagodina est le centre administratif du district.
- Municipalité de Ćuprija : Batinac, Bigrenica, Virine, Vlaška, Dvorica, Ivankovac, Isakovo, Jovac, Kovanica, Krušar, Mijatovac, Ostrikovac, Paljane, Senje, Supska et Ćuprija (ville).

- Municipalité de Despotovac : Balajnac, Bare, Beljajka, Bogava, Brestovo, Bukovac, Veliki Popović, Vitance, Vojnik, Grabovica, Dvorište, Despotovac (ville), Židilje, Zlatovo, Jasenovo, Jezero, Jelovac, Lipovica, Lomnica, Makvište, Medveđa, Miliva, Panjevac, Plažane, Popovnjak, Ravna Reka, Resavica (ville), Resavica (selo), Senjski Rudnik, Sladaja, Stenjevac, Strmosten et Trućevac.

- Municipalité de Jagodina : Bagrdan, Belica, Bresje, Bukovče, Bunar, Vinorača, Voljavče, Vranovac, Vrba, Glavinci, Glogovac, Gornje Štiplje, Gornji Račnik, Deonica, Dobra Voda, Donje Štiplje, Donji Račnik, Dragocvet, Dragoševac, Dražmirovac, Duboka, Ivkovački Prnjavor, Jagodina (ville), Jošanički Prnjavor, Kalenovac, Kovačevac, Kolare, Končarevo, Kočino Selo, Lovci, Lozovik, Lukar, Majur, Mali Popović, Medojevac, Međureč, Miloševo, Mišević, Novo Lanište, Rajkinac, Rakitovo, Ribare, Ribnik, Siokovac, Slatina, Staro Lanište, Staro Selo, Strižilo, Topola, Trnava, Crnče, Šantarovac et Šuljkovac.

- Municipalité de Paraćin : Bošnjane, Buljane, Busilovac, Glavica, Golubovac, Gornja Mutnica, Gornje Vidovo, Davidovac, Donja Mutnica, Donje Vidovo, Drenovac, Zabrega, Izvor, Klačevica, Krežbinac, Lebina, Lešje, Mirilovac, Paraćin (ville), Plana, Popovac, Potočac, Ratare, Raševica, Svojnovo, Sikirica, Sinji Vir, Sisevac, Striža, Stubica, Tekija, Trešnjevica, Čepure, Šavac et Šaludovac.

- Municipalité de Rekovac : Bare, Belušić, Beočić, Bogalinac, Brajinovac, Velika Kruševica, Vukmanovac, Dobroselica, Dragovo, Županjevac, Kavadar, Kalenićki Prnjavor, Kaludra, Komorane, Lepojević, Lomnica, Loćika, Maleševo, Motrić, Nadrlje, Oparić, Prevešt, Rabenovac, Ratković, Rekovac, Sekurič, Sibnica, Siljevica, Tečić, Ursule, Cikot et Šljivica.

- Municipalité de Svilajnac : Bobovo, Bresje, Vojska, Vrlane, Gložane, Grabovac, Dublje, Dubnica, Đurinac, Kupinovac, Kušiljevo, Lukovica, Mačevac, Proštinac, Radošin, Roanda, Roćevac, Sedlare, Subotica, Svilajnac (ville), Troponje et Crkvenac.

### District de Rasina
La ville de Kruševac est le centre administratif du district.
- Municipalité d'Aleksandrovac : Aleksandrovac (ville), Bzenice, Bobote, Boturići, Bratići, Velika Vrbnica, Velja Glava, Venčac, Vitkovo, Vražogrnci, Vranštica, Vrbnica, Garevina, Gornja Zleginja, Gornje Rataje, Gornji Vratari, Gornji Stupanj, Grčak, Dašnica, Dobroljupci, Donja Zleginja, Donje Rataje, Donji Vratari, Donji Stupanj, Drenča, Jelakci, Kožetin, Koznica, Latkovac, Laćisled, Lesenovci, Leskovica, Ljubinci, Mrmoš, Novaci, Panjevac, Parčin, Pleš, Ploča, Popovci, Puhovac, Raklja, Ržanica, Rogavčina, Rokci, Rudenice, Stanjevo, Starci, Strmenica, Stubal, Subotica, Tržac, Trnavci, Tuleš et Šljivovo.

- Municipalité de Brus : Batote, Belo Polje, Blaževo, Bogiše, Bozoljin, Boranci, Botunja, Brđani, Brzeće, Brus (ville), Budilovina, Velika Grabovnica, Vitoše, Vlajkovci, Gornje Leviće, Gornji Lipovac, Grad, Gradac, Graševci, Domiševina, Donje Leviće, Donji Lipovac, Drenova, Drtevci, Dupci, Đerekari, Žarevo, Žilinci, Žiljci, Žunje, Zlatari, Igroš, Iričići, Kneževo, Kobilje, Kovizla, Kovioci, Kočine, Kriva Reka, Lepenac, Livađe, Mala Vrbnica, Mala Grabovnica, Milentija, Osredci, Paljevštica, Ravni, Ravnište, Radmanovo, Radunje, Razbojna, Ribari, Stanulovići, Strojinci, Sudimlja, Tršanovci, Čokotar et Šošiće.

- Municipalité de Ćićevac : Braljina, Lučina, Mojsinje, Mrzenica, Pločnik, Pojate, Stalać, Stalać Grad, Trubarevo, Ćićevac (ville).

- Municipalité de Kruševac : Begovo Brdo, Bela Voda, Belasica, Bivolje, Bovan, Bojince, Boljevac, Brajkovac, Bukovica, Buci, Velika Kruševica, Velika Lomnica, Veliki Kupci, Veliki Šiljegovac, Veliko Golovode, Veliko Krušince, Vitanovac, Vratare, Vučak, Gavez, Gaglovo, Gari, Globare, Globoder, Gornji Stepoš, Grevci, Grkljane, Dvorane, Dedina, Dobromir, Doljane, Donji Stepoš, Đunis, Žabare, Zdravinje, Zebica, Zubovac, Jablanica, Jasika, Jošje, Kamenare, Kaonik, Kapidžija, Kobilje, Komorane, Konjuh, Koševi, Krvavica, Kruševac (ville), Kukljin, Lazarevac, Lazarica, Lipovac, Lovci, Lukavac, Ljubava, Majdevo, Makrešane, Mala Vrbnica, Mala Reka, Mali Kupci, Mali Šiljegovac, Malo Golovode, Malo Krušince, Mačkovac, Meševo, Modrica, Mudrakovac, Naupare, Padež, Pakašnica, Parunovac, Pasjak, Pepeljevac, Petina, Pozlata, Poljaci, Ribare, Ribarska Banja, Rlica, Rosica, Sebečevac, Sezemče, Slatina, Srndalje, Srnje, Stanci, Suvaja, Sušica, Tekija, Trebotin, Trmčare, Ćelije, Cerova, Crkvina, Čitluk, Šavrane, Šanac, Šašilovac, Šogolj et Štitare.

- Municipalité de Trstenik : Bogdanje, Božurevac, Brezovica, Bresno Polje, Bučje, Velika Drenova, Veluće, Golubovac, Gornja Omašnica, Gornja Crnišava, Gornji Dubič, Gornji Ribnik, Grabovac, Donja Omašnica, Donja Crnišava, Donji Dubič, Donji Ribnik, Dublje, Jasikovica, Kamenjača, Levići, Loboder, Lozna, Lopaš, Mala Drenova, Mala Sugubina, Medveđa, Mijajlovac, Milutovac, Okruglica, Osaonica, Odžaci, Pajsak, Planinica, Poljna, Popina, Počekovina, Prnjavor, Rajinac, Riđevštica, Riljac, Rujišnik, Selište, Stari Trstenik, Stopanja, Stragari, Stublica, Tobolac, Trstenik (ville), Ugljarevo et Čairi.

- Municipalité de Varvarin : Bačina, Bošnjane, Varvarin (ville), Varvarin (selo),  Gornji Katun, Gornji Krčin, Donji Katun, Donji Krčin, Zalogovac, Izbenica, Karanovac, Mala Kruševica, Marenovo, Maskare, Obrež, Orašje, Pajkovac, Parcane, Suvaja,  Toljevac et Cernica.

### District de Raška
La ville de Kraljevo est le centre administratif du district.
- Municipalité de Kraljevo : Adrani, Bapsko Polje, Bare, Bzovik, Bogutovac, Bojanići, Borovo, Brezna, Brezova, Bresnik, Bukovica, Vitanovac, Vitkovac, Vrba, Vrdila, Vrh, Gledić, Godačica, Gokčanica, Grdica, Dedevci, Dolac, Dragosinjci, Dražiniće, Drakčići, Drlupa, Đakovo, Žiča, Zaklopača, Zakuta, Zamčanje, Zasad, Jarčujak, Kamenica, Kamenjani, Kovanluk, Kovači, Konarevo, Kraljevo (ville), Lađevci, Lazac, Leševo, Lozno, Lopatnica, Maglič, Mataruge, Mataruška Banja (ville), Međurečje, Meljanica, Metikoš, Milavčići, Milakovac, Miliće, Miločaj, Mlanča, Mrsać, Musina Reka, Obrva, Oplanići, Orlja Glava, Pekčanica, Petropolje, Pečenog, Plana, Polumir, Popovići, Predole, Progorelica, Ravanica, Ratina, Reka, Ribnica (ville), Roćevići, Rudno, Rudnjak, Savovo, Samaila, Sibnica, Sirča, Stanča, Stubal, Tavnik, Tadenje, Tepeče, Tolišnica, Trgovište, Ušće, Cvetke, Cerje, Čibukovac, Čukojevac et Šumarice.

- Municipalité de Novi Pazar : Aluloviće, Bajevica, Banja, Bare, Batnjik, Bekova, Bele Vode, Boturovina, Brđani, Brestovo, Verevo, Vever, Vidovo, Vitkoviće, Vojkoviće, Vojniće, Vranovina, Vučiniće, Vučja Lokva, Golice, Gornja Tušimlja, Goševo, Građanoviće, Gračane, Grubetiće, Deževa, Dojinoviće, Dolac, Doljani, Dragočevo, Dramiće, Žunjeviće, Zabrđe, Zlatare, Ivanča, Izbice, Jablanica, Javor, Janča, Jova, Kašalj, Kovačevo, Kožlje, Koprivnica, Kosuriće, Kruševo, Kuzmičevo, Leča, Lopužnje, Lukare, Lukarsko Goševo, Lukocrevo, Miščiće, Mur, Muhovo, Negotinac, Novi Pazar (ville), Odojeviće, Okose, Osaonica, Osoje, Oholje, Pavlje, Paralovo, Pasji Potok, Pilareta, Pobrđe, Požega, Požežina, Polokce, Pope, Postenje, Prćenova, Pusta Tušimlja, Pustovlah, Radaljica, Rajetiće, Rajkoviće, Rajčinoviće, Rajčinovićka Trnava, Rakovac, Rast, Sebečevo, Sitniče, Skukovo, Slatina, Smilov Laz, Srednja Tušimlja, Stradovo, Sudsko Selo, Tenkovo, Trnava, Tunovo, Hotkovo, Cokoviće, Čašić Dolac, Šavci, Šaronje et Štitare.

- Municipalité de Raška : Badanj, Baljevac (ville), Bela Stena, Belo Polje, Beoci, Biljanovac, Biniće, Biočin, Boroviće, Boće, Brvenik, Brvenik Naselje, Brvenica, Varevo, Vojmilovići, Vrtine, Gnjilica, Gostiradiće, Gradac, Draganići, Žerađe, Žutice, Zarevo, Jošanička Banja (ville), Kaznoviće, Karadak, Kovači, Kopaonik, Korlaće, Kraviće, Kremiće, Kruševica, Kurići, Kućane, Lisina, Lukovo, Milatkoviće, Mure, Novo Selo, Nosoljin, Orahovo, Pavlica, Panojeviće, Piskanja, Plavkovo, Plešin, Pobrđe, Pokrvenik, Pocesje, Radošiće, Rakovac, Raška (ville), Rvati, Rudnica, Sebimilje, Semeteš, Supnje, Tiodže, Trnava, Crna Glava et  Šipačina.

- Municipalité de Tutin : Arapoviće, Baljen, Batrage, Baćica, Biohane, Blaca, Bovanj, Boroštica, Braćak, Bregovi, Brniševo, Bujkoviće, Velje Polje, Veseniće, Vrapče, Vrba, Glogovik, Gluhavica, Gnila, Godovo, Gornji Crniš, Gradac, Gujiće, Gurdijelje, Guceviće, Devreč, Delimeđe, Detane, Dobri Dub, Dobrinje, Dolovo, Draga, Dubovo, Dulebe, Đerekare, Ervenice, Žirče, Župa, Žuče, Zapadni Mojstir, Izrok, Istočni Mojstir, Jablanica, Jarebice, Jezgroviće, Jeliće, Južni Kočarnik, Kovači, Koniče, Leskova, Lipica, Lukavica, Melaje, Mitrova, Morani, Naboje, Nadumce, Namga, Noćaje, Oraše, Orlje, Ostrovica, Paljevo, Piskopovce, Plenibabe, Pokrvenik, Pope, Popiće, Potreb, Pružanj, Raduhovce, Raduša, Ramoševo, Reževiće, Ribariće, Rudnica, Ruđa, Saš, Severni Kočarnik, Smoluća, Starčeviće, Strumce, Suvi Do, Točilovo, Tutin (ville), Ćulije, Crkvine, Čarovina, Čmanjke, Čukote, Šaronje, Šipče et Špiljani.

- Municipalité de Vrnjačka Banja : Vraneši, Vrnjačka Banja (ville), Vrnjci, Vukušica, Goč, Gračac, Lipova, Novo Selo, Otroci, Podunavci, Rsavci, Ruđinci, Stanišinci et Štulac.

### District de Šumadija
La ville de Kragujevac est le centre administratif du district.
- Municipalité d'Aranđelovac : Aranđelovac (ville), Banja, Bosuta, Brezovac, Bukovik, Venčane, Vrbica, Vukosavci, Garaši, Gornja Trešnjevica, Darosava, Jelovik, Kopljare, Misača, Orašac, Progoreoci, Ranilović, Stojnik et Tulež.

- Municipalité de Batočina : Badnjevac, Batočina, Brzan, Gradac, Dobrovodica, Žirovnica, Kijevo, Milatovac, Nikšić, Prnjavor et Crni Kao.

- Municipalité de Knić : Bajčetina, Balosave, Bare, Bečevica, Borač, Brestovac, Brnjica, Bumbarevo Brdo, Vrbeta, Vučkovica, Grabovac, Grivac, Gruža, Guberevac, Guncati, Dragušica, Dubrava, Žunje, Zabojnica, Kikojevac, Kneževac, Knić, Konjuša, Kusovac, Leskovac, Lipnica, Ljubić, Ljuljaci, Oplanić, Pajsijević, Pretoke, Radmilović, Rašković, Sumorovac, Toponica et Čestin.

- Ville de Kragujevac, comportant les municipalités de :
  - Aerodrom : une partie de Kragujevac et Cerovac, Čumić, Cvetojevac, Desimirovac, Donje Grbice, Gornje Grbice, Gornje Jarušice, Jovanovac,  Lužnice, Mali Šenj, Mironić, Novi Milanovac, Opornica, Pajazitovo, Poskurice, Resnik, Šljivovac.
  - Pivara :  une partie de Kragujevac et Baljkovac, Botunje, Bukorovac, Velika Sugubina, Velike Pčelice, Gornja Sabanta, Gornje Komarice, Donja Sabanta, Donje Komarice, Dulene, Jabučje, Korman, Maršić, Trmbas.
  - Stanovo : une partie de Kragujevac et Adžine Livade, Divostin, Drača, Dragobraća, Drenovac, Đuriselo, Erdeč, Goločelo, Grošnica, Kutlovo, Prekopeča, Rogojevac, Trešnjevak, Vinjište.
  - Stari grad : une partie de Kragujevac.
  - Stragari : Stragari, Veliki Šenj, Vlakča, Dobrača, Kamenica, Kotraža, Ljubičevac, Mala Vrbica, Masloševo, Ramaća et Ugljarevac.

- Municipalité de Lapovo : Lapovo (ville) et Lapovo (selo).

- Municipalité de Rača : Adrovac, Borci, Bošnjane, Veliko Krčmare, Viševac, Vojinovac, Vučić, Donja Rača, Donje Jarušice, Đurđevo, Malo Krčmare, Miraševac, Popović, Rača (ville), Saranovo, Sepci, Sipić et Trska.

- Municipalité de Topola : Belosavci, Blaznava, Božurnja, Vinča, Vojkovci, Gornja Trnava, Gornja Šatornja, Gorovič, Guriševci, Donja Trešnjevica, Donja Trnava, Donja Šatornja, Žabare, Zagorica, Jarmenovci, Jelenac, Junkovac, Kloka, Krćevac, Lipovac, Manojlovci, Maskar, Natalinci, Ovsište, Pavlovac, Plaskovac, Rajkovac, Svetlić, Topola (ville), Topola (selo) et Šume.

### District de Toplica
La ville de Prokuplje est le centre administratif du district.
- Municipalité de Blace : Alabana, Barbatovac, Blace (ville), Brežani, Više Selo, Vrbovac, Gornja Draguša, Gornja Jošanica, Gornje Grgure, Gornje Svarče, Donja Draguša, Donja Jošanica, Donja Rašica, Donje Grgure, Donje Svarče, Drešnica, Đurevac, Kačapor, Kaševar, Krivaja, Kutlovac, Lazarevac, Mala Draguša, Međuhana, Muzaće, Popova, Prebreza, Pretežana, Pretrešnja, Pridvorica, Rašica, Sibnica, Stubal, Suvaja, Suvi Do, Trbunje, Čungula, Čučale, Džepnica et Šiljomana.

- Municipalité de Kuršumlija : Babica, Barlovo, Baćoglava, Belo Polje, Bogujevac, Vasiljevac, Veliko Pupavce, Visoka, Vlahinja, Vrelo, Vrševac, Vukojevac, Gornja Mikuljana, Gornje Točane, Grabovnica, Dabinovac, Dankoviće, Degrmen, Dedinac, Dešiška, Dobri Do, Donja Mikuljana, Donje Točane, Dubrava, Đake, Žalica, Žegrova, Žuč, Zagrađe, Zebica, Ivan Kula, Igrište, Kastrat, Konjuva, Kosmača, Krtok, Krčmare, Kupinovo, Kuršumlija (ville), Kuršumlijska Banja (ville), Kutlovo, Lukovo, Ljutova, Ljuša, Magovo, Mala Kosanica, Maričiće, Markoviće, Matarova, Mačja Stena, Mačkovac, Merdare, Merćez, Mehane, Mirnica, Mrče, Nevada, Novo Selo, Orlovac, Parada, Pačarađa, Pevaštica, Pepeljevac, Perunika, Pljakovo, Prevetica, Prekorađe, Prolom, Ravni Šort, Rastelica, Rača, Rudare, Sagonjevo, Samokovo, Svinjište,  Sekirača, Selište, Selova, Seoce, Spance, Tačevac, Tijovac, Tmava, Trebinje, Trećak, Trmka, Trn, Trpeza, Šatra et Štava.

- Municipalité de Prokuplje : Arbanaška, Babin Potok, Babotinac, Bajčince, Balinovac, Balčak, Bace, Bela Voda, Beli Kamen, Belogoš, Beloljin, Berilje, Bogujevac, Bregovina, Bresnik, Bresničić, Bublica, Bukuloram, Bulatovac, Bučince, Velika Plana, Vidovača, Viča, Vlasovo, Vodice, Glasovik, Gojinovac, Gornja Bejašnica, Gornja Bresnica, Gornja Konjuša, Gornja Rečica, Gornja Stražava, Gornja Toponica, Gornja Trnava, Gornje Kordince, Gornji Statovac, Grabovac, Gubetin, Dobrotić, Donja Bejašnica, Donja Bresnica, Donja Konjuša, Donja Rečica, Donja Stražava, Donja Toponica, Donja Trnava, Donje Kordince, Donji Statovac, Dragi Deo, Drenovac, Đurovac, Đušnica, Žitni Potok, Zdravinje, Zlata, Jabučevo, Jovine Livade, Jugovac, Kaludra, Klisurica, Kožince, Končić, Kondželj, Kostenica, Krnji Grad, Kruševica, Mađere, Mala Plana, Mačina, Merovac, Mikulovac, Miljkovica, Mrljak, Mršelj, Nova Božurna, Novi Đurovac, Novo Selo, Obrtince, Pasjača, Pašinac, Pestiš, Petrovac, Piskalje, Pločnik, Potočić, Prekadin, Prekašnica, Prekopuce, Prokuplje (ville), Rankova Reka, Rastovnica, Rgaje, Reljinac, Resinac, Selište, Smrdan, Srednji Statovac, Stari Đurovac, Staro Selo, Tovrljane, Trnovi Laz, Tulare, Ćukovac, Džigolj, Ševiš, Široke Njive et Šišmanovac.

- Municipalité de Žitorađa : Asanovac, Badnjevac, Vlahovo, Voljčince, Glašince, Gornje Crnatovo, Gornji Drenovac, Grudaš, Debeli Lug, Donje Crnatovo, Donji Drenovac, Držanovac, Dubovo, Đakus, Žitorađa, Zladovac, Izvor, Jasenica, Kare, Konjarnik, Lukomir, Novo Momčilovo, Pejkovac, Podina, Rečica, Samarinovac, Stara Božurna, Staro Momčilovo, Studenac et Toponica.

### District de Zaječar
La ville de Zaječar est le centre administratif du district.
- Municipalité de Boljevac : Bačevica, Bogovina (ville), Boljevac (ville), Boljevac Selo, Valakonje, Vrbovac, Dobro Polje, Dobrujevac, Ilino, Jablanica, Krivi Vir, Lukovo, Mali Izvor, Mirovo, Osnić, Podgorac, Rtanj, Rujište, Savinac et Sumrakovac.

- Municipalité de Knjaževac : Aldina Reka, Aldinac, Balanovac, Balinac, Balta Berilovac, Banjski Orešac, Beli Potok, Berčinovac, Božinovac, Bulinovac, Bučje, Valevac, Vasilj, Vidovac, Vina, Vitkovac, Vlaško Polje, Vrtovac, Gabrovnica, Glogovac, Gornja Kamenica, Gornja Sokolovica, Gornje Zuniče, Gradište, Grezna, Debelica, Dejanovac, Donja Kamenica, Donja Sokolovica, Donje Zuniče, Drvnik, Drenovac, Drečinovac, Žlne, Žukovac, Zorunovac, Zubetinac, Inovo, Jakovac, Jalovik Izvor, Janja, Jelašnica, Kaličina, Kalna, Kandalica, Knjaževac (ville), Koželj, Krenta, Lepena, Lokva, Manjinac, Miljkovac, Minićevo (Kraljevo Selo), Mučibaba, Novo Korito, Orešac, Ošljane, Papratna, Petruša, Podvis, Ponor, Potrkanje, Pričevac, Ravna, Ravno Bučje, Radičevac, Rgošte, Repušnica, Svrljiška Topla, Skrobnica, Slatina, Stanjinac, Staro Korito, Stogazovac, Tatrasnica, Trgovište, Trnovac, Ćuštica, Crvenje, Crni Vrh, Šarbanovac, Šesti Gabar, Štipina, Štitarac, Štrbac et Šuman Topla.

- Municipalité de Sokobanja : Beli Potok, Blendija, Bogdinac, Vrbovac, Vrmdža, Dugo Polje, Žučkovac, Jezero, Jošanica, Levovik, Milušinac, Mužinac, Nikolinac, Novo Selo, Poružnica, Radenkovac, Resnik, Rujevica, Sesalac, Sokobanja (ville), Trgovište, Trubarevac, Cerovica, Čitluk et Šarbanovac.

- Municipalité de Zaječar : Borovac, Brusnik, Velika Jasikova, Veliki Izvor, Veliki Jasenovac, Vražogrnac, Vratarnica, Vrbica, Gamzigrad, Glogovica, Gornja Bela Reka, Gradskovo, Grlište, Grljan, Dubočane, Zagrađe, Zaječar (ville), Zvezdan, Jelašnica, Klenovac, Koprivnica, Lasovo, Lenovac, Leskovac, Lubnica, Mala Jasikova, Mali Izvor, Mali Jasenovac, Marinovac, Metriš, Nikoličevo, Planinica, Prlita, Rgotina, Salaš, Selačka, Tabakovac, Trnavac, Halovo, Čokonjar, Šipikovo et Šljivar.

### District de Zlatibor
La ville d'Užice est le centre administratif du district.
- Municipalité d'Arilje : Arilje (ville), Bjeluša, Bogojevići, Brekovo, Vigošte, Virovo, Visoka, Vrane, Grdovići, Grivska, Dobrače, Dragojevac, Kruščica, Latvica, Mirosaljci, Pogled, Radobuđa, Radoševo, Severovo, Stupčevići, Trešnjevica et Cerova.

- Municipalité de Bajina Bašta : Bajina Bašta (ville), Bačevci, Beserovina, Višesava, Gvozdac, Dobrotin, Draksin, Dub, Zaglavak, Zaovine, Zarožje, Zaugline, Zlodol, Jagoštica, Jakalj, Jelovik, Konjska Reka, Kostojevići, Lug, Lještansko, Mala Reka, Obajgora, Ovčinja, Okletac, Pepelj, Perućac, Pilica, Pridoli, Rastište, Rača, Rogačica, Sijerač, Solotuša, Strmovo, Cerje et Crvica.

- Municipalité de Čajetina : Alin Potok, Branešci, Golovo, Gostilje, Dobroselica, Drenova, Željine, Zlatibor (ville), Jablanica, Kriva Reka, Ljubiš, Mačkat, Mušvete, Rakovica, Rožanstvo, Rudine, Sainovina, Semegnjevo, Sirogojno, Stublo, Tripkova, Trnava, Čajetina et Šljivovica.

- Municipalité de Kosjerić : Bjeloperica, Brajkovići, Varda, Galovići, Godečevo, Godljevo, Gornja Pološnica, Donja Pološnica, Drenovci, Dubnica, Kosjerić (ville), Kosjerić (selo), Makovište, Mionica, Mrčići, Mušići, Paramun, Radanovci, Rosići, Ruda Bukva, Seča Reka, Skakavci, Stojići, Subjel, Tubići, Cikote et Ševrljuge.

- Municipalité de Požega : Bakionica, Velika Ježevica, Visibaba, Vranjani, Glumač, Godovik, Gornja Dobrinja, Gorobilje, Gugalj, Donja Dobrinja, Dražinovići, Duškovci, Zaselje, Zdravčići, Jelen Do, Kalenići, Lopaš, Loret, Ljutice, Mađer, Mala Ježevica, Milićevo Selo, Mršelji, Otanj, Papratište, Pilatovići, Požega (ville), Prijanovići, Prilipac, Radovci, Rasna, Rečice, Roge, Rupeljevo, Svračkovo, Srednja Dobrinja, Tabanovići, Tvrdići, Tometino Polje, Tučkovo, Uzići et Čestobrodica.

- Municipalité de Priboj : Banja, Batkovići, Brezna, Bučje, Dobrilovići, Živinice, Zabrđe, Zabrnjica, Zagradina, Zaostro, Jelača, Kalafati, Kaluđerovići, Kasidoli, Kratovo, Krnjača, Kukurovići, Mažići, Miliješ, Plašće, Požegrmac, Priboj (ville), Pribojska Goleša, Pribojske Čelice, Rača, Ritošići, Sjeverin, Sočice, Strmac, Hercegovačka Goleša, Crnugovići, Crnuzi et Čitluk.

- Municipalité d'Užice : Bioska, Bjelotići, Buar, Vitasi, Volujac, Vrutci, Gorjani, Gostinica, Gubin Do, Dobrodo, Drežnik, Drijetanj, Duboko, Zbojštica, Zlakusa, Kamenica, Karan, Kačer, Keserovina, Kotroman, Krvavci, Kremna, Kršanje, Lelići, Ljubanje, Mokra Gora, Nikojevići, Panjak, Pear, Ponikovica, Potočanje, Potpeće, Ravni, Raduša, Ribaševina, Sevojno (ville), Skržuti, Stapari, Strmac, Trnava, Užice (ville).

- Municipalité de Nova Varoš : Akmačići, Amzići, Bistrica, Božetići, Brdo, Bukovik, Burađa, Vilovi, Vraneša, Gornja Bela Reka, Gornje Trudovo, Debelja, Donja Bela Reka, Draglica, Draževići, Drmanovići, Jasenovo, Komarani, Kućani, Ljepojevići, Miševići, Negbina, Nova Varoš (ville), Ojkovica, Radijevići, Radoinja, Rutoši, Seništa, Tikva, Tisovica, Trudovo, Čelice et Štitkovo.

- Municipalité de Prijepolje : Aljinovići, Balići, Bare, Biskupići, Bjelahova, Brajkovac, Brvine, Brodarevo, Bukovik, Vinicka, Vrbovo, Gojakovići, Gornje Babine, Gornje Goračiće, Gornji Stranjani, Gostun, Gračanica, Grobnice, Divci, Donje Babine, Donji Stranjani, Drenova, Dušmanići, Đurašići, Zabrdnji Toci, Zavinograđe, Zalug, Zastup, Zvijezd, Ivanje, Ivezići, Izbičanj, Jabuka, Junčevići, Kamena Gora, Karaula, Karoševina, Kaćevo, Kašice, Kovačevac, Koprivna, Kosatica, Koševine, Kruševo, Kučin, Lučice, Mataruge, Međani, Mijani, Mijoska, Milakovići, Mileševo, Milošev Do, Miljevići, Mrčkovina, Muškovina, Oraovac, Orašac, Osoje, Oštra Stijena, Potkrš, Potok, Pravoševo, Pranjci, Prijepolje (ville), Rasno, Ratajska, Sedobro, Seljane, Seljašnica, Skokuće, Slatina, Sopotnica, Taševo, Hisardžik, Hrta, Crkveni Toci, Čadinje, Čauševići et Džurovo.

- Municipalité de Sjenica : Aliveroviće, Bagačiće, Bare, Bačija, Bioc, Blato, Boguti, Božov Potok, Boljare, Borišiće, Boroviće, Breza, Brnjica, Buđevo, Vapa, Veskoviće, Visočka, Višnjeva, Višnjice, Vrapci, Vrbnica, Vrsjenice, Goluban, Gornje Lopiže, Goševo, Grabovica, Gradac, Grgaje, Doliće, Donje Goračiće, Donje Lopiže, Dragojloviće, Draževiće, Družiniće, Dubnica, Duga Poljana, Dujke, Dunišiće, Žabren, Žitniće, Zabrđe, Zaječiće, Zahumsko, Jevik, Jezero, Kalipolje, Kamešnica, Kanjevina, Karajukića Bunari, Kijevci, Kladnica, Kneževac, Koznik, Kokošiće, Krajinoviće, Krivaja, Krnja Jela, Krstac, Krće, Lijeva Reka, Ljutaje, Mašoviće, Medare, Međugor, Milići, Papiće, Petrovo Polje, Plana, Poda, Ponorac, Pralja, Raždaginja, Rasno, Raspoganče, Rastenoviće, Raškoviće, Sjenica (ville), Skradnik, Strajiniće, Stup, Sugubine, Sušica, Trešnjevica, Trijebine, Tuzinje, Tutiće, Uvac, Ugao, Ursule, Ušak, Fijulj, Caričina, Cetanoviće, Crvsko, Crčevo, Čedovo, Čipalje, Čitluk, Šare, Štavalj et Šušure.

## Localités deVoïvodine

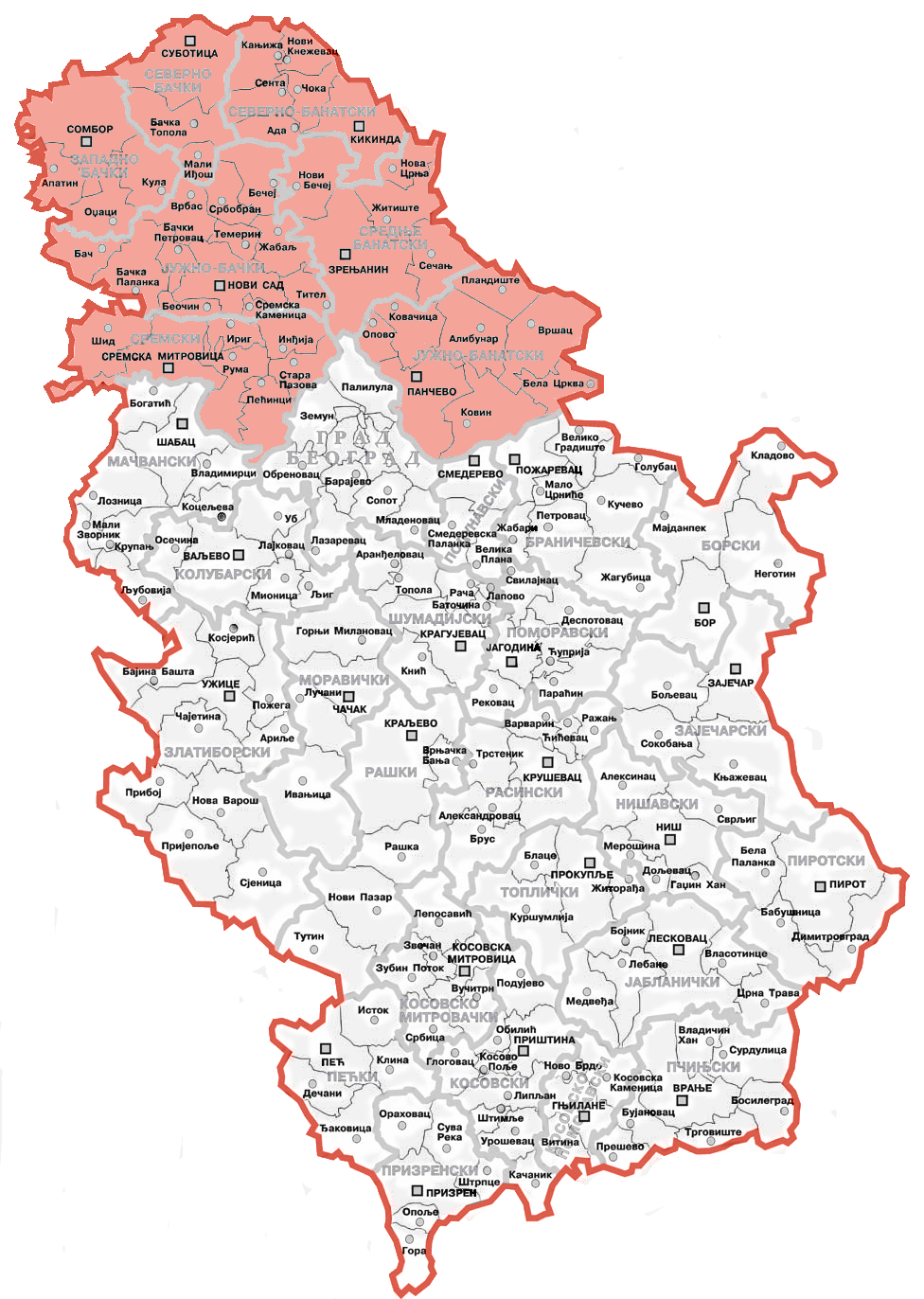
Les districts de Voïvodine en Serbie

### District du Banat central
Zrenjanin est le centre administratif du district.
- Municipalité de Nova Crnja : Aleksandrovo, Vojvoda Stepa, Nova Crnja, Radojevo, Srpska Crnja et Toba.

- Municipalité de Novi Bečej : Bočar, Kumane, Novi Bečej (ville) et Novo Miloševo.

- Municipalité de Sečanj : Banatska Dubica, Boka, Busenje, Jarkovac, Jaša Tomić (ville), Konak, Krajišnik, Neuzina, Sečanj, Sutjeska et Šurjan.

- Municipalité de Žitište : Banatski Dvor, Banatsko Višnjićevo, Banatsko Karađorđevo, Žitište (ville), Međa, Novi Itebej, Ravni Topolovac, Srpski Itebej, Torak, Torda, Hetin et Čestereg.

- Municipalité de Zrenjanin : Aradac, Banatski Despotovac, Belo Blato, Botoš, Elemir, Ečka, Zrenjanin (ville), Jankov Most, Klek, Knićanin, Lazarevo, Lukino Selo, Lukićevo, Melenci, Mihajlovo, Orlovat, Perlez, Stajićevo, Taraš, Tomaševac, Farkaždin et Čenta.

### District du Banat méridional
La ville de Pančevo est le centre administratif du district.
- Municipalité d'Alibunar : Alibunar (ville), Banatski Karlovac (ville), Vladimirovac, Dobrica, Ilandža, Janošik, Lokve, Nikolinci, Novi Kozjak et Seleuš.

- Municipalité de Bela Crkva : Banatska Palanka, Banatska Subotica, Bela Crkva (ville), Vračev Gaj; Grebenac, Dobričevo, Dupljaja, Jasenovo, Kajtasovo, Kaluđerovo, Kruščica, Kusić, Crvena Crkva et Češko Selo.

- Municipalité de Kovačica : Debeljača, Idvor, Kovačica (ville), Padina, Putnikovo, Samoš, Uzdin et Crepaja.

- Municipalité de Kovin : Bavanište, Gaj, Deliblato, Dubovac, Kovin (ville), Malo Bavanište, Mramorak, Pločica, Skorenovac et Šumarak.

- Municipalité d'Opovo : Baranda, Opovo (ville), Sakule et Sefkerin.

- Municipalité de Pančevo : Banatski Brestovac, Banatsko Novo Selo, Glogonj, Dolovo, Ivanovo, Jabuka, Kačarevo (ville), Omoljica, Pančevo (ville) et Starčevo (ville).

- Municipalité de Plandište : Banatski Sokolac, Barice, Velika Greda, Veliki Gaj, Dužine, Jermenovci, Kupinik, Laudonovac, Margita, Markovićevo, Miletićevo, Plandište, Stari Lec et Hajdučica.

- Municipalité de Vršac : Vatin, Veliko Središte, Vlajkovac, Vojvodinci, Vršac (ville), Vršački Ritovi, Gudurica, Zagajica, Izbište, Jablanka, Kuštilj, Mali Žam, Malo Središte, Markovac, Mesić, Orešac, Pavliš, Parta, Potporanj, Ritiševo, Sočica, Straža, Uljma et Šušara.

### District du Banat septentrional
La ville de Kikinda est le centre administratif du district.
- Municipalité d'Ada : Ada (ville), Mol (ville), Sterijino, Utrine et Obornjača.

- Municipalité de Čoka : Banatski Monoštor, Vrbica, Jazovo, Ostojićevo, Padej, Sanad, Crna Bara et Čoka (ville).

- Municipalité de Kanjiža : Adorjan, Velebit, Vojvoda Zimonić, Doline, Kanjiža (ville), Male Pijace, Mali Pesak, Martonoš, Novo Selo, Orom, Totovo Selo, Trešnjevac et Horgoš.

- Municipalité de Kikinda : Banatska Topola, Banatsko Veliko Selo, Bašaid, Iđoš, Kikinda (ville), Mokrin, Nakovo, Novi Kozarci, Rusko Selo et Sajan.

- Municipalité de Novi Kneževac : Banatsko Aranđelovo, Đala, Majdan, Novi Kneževac (ville), Podlokanj, Rabe, Siget, Srpski Krstur et Filić.

- Municipalité de Senta : Bogaraš, Gornji Breg, Kevi, Senta (ville) et Tornjoš.

### District de Bačka méridionale
Novi Sad est le centre administratif du district.
- Municipalité de Bač : Bač (ville), Bačko Novo Selo, Bođani, Vajska, Plavna et Selenča.

- Municipalité de Bačka Palanka : Bačka Palanka (ville), Vizić, Gajdobra, Despotovo, Karađorđevo, Mladenovo, Neštin, Nova Gajdobra, Obrovac, Parage, Pivnice, Silbaš, Tovariševo et Čelarevo.

- Municipalité de Bački Petrovac : Bački Petrovac (ville), Gložan, Kulpin et Maglić.

- Municipalité de Bečej : Bečej (ville), Bačko Gradište, Bačko Petrovo Selo, Mileševo et Radičević.

- Municipalité de Beočin : Beočin (ville), Banoštor, Grabovo, Lug, Rakovac, Sviloš, Susek et Čerević.

- Ville de Novi Sad, comportant les municipalités de :
  - Novi Sad : Begeč, Budisava, Veternik, Kać, Kisač, Kovilj, Rumenka, Stepanovićevo, Futog (ville), Novi Sad (ville) et Čenej.
  - Petrovaradin : Bukovac, Ledinci, Petrovaradin (ville), Sremska Kamenica (ville) et Stari Ledinci.

- Municipalité de Srbobran : Nadalj, Srbobran (ville) et Turija.

- Municipalité de Sremski Karlovci : Sremski Karlovci (ville).

- Municipalité de Temerin : Bački Jarak (ville), Sirig et Temerin (ville).

- Municipalité de Titel : Vilovo, Gardinovci, Lok, Mošorin, Titel (ville) et Šajkaš.

- Municipalité de Vrbas : Vrbas (ville), Bačko Dobro Polje, Zmajevo, Kosančić, Kucura, Ravno Selo et Savino Selo.

- Municipalité de Žabalj : Gospođinci, Đurđevo, Žabalj (ville), et Čurug.

### District de Bačka occidentale
Sombor est le centre administratif du district.
- Municipalité d'Apatin : Apatin (ville), Kupusina, Prigrevica, Svilojevo et Sonta.

- Municipalité de Kula : Kula (ville), Kruščić, Lipar, Nova Crvenka, Ruski Krstur, Sivac, Crvenka (ville).

- Municipalité d'Odžaci : Bački Brestovac, Bački Gračac, Bogojevo, Deronje, Karavukovo, Lalić, Odžaci (ville), Ratkovo et Srpski Miletić.

- Municipalité de Sombor : Aleksa Šantić, Bački Breg, Bački Monoštor, Bezdan, Gakovo, Doroslovo, Kljajićevo, Kolut, Rastina, Riđica, Svetozar Miletić, Sombor (ville), Stanišić, Stapar, Telečka et Čonoplja.

### District de Bačka septentrionale
La ville de Subotica est le centre administratif du district.
- Municipalité de Bačka Topola : Bačka Topola (ville), Bagremovo, Bajša, Bački Sokolac, Bogaraš, Gornja Rogatica, Gunaroš, Zobnatica, Kavilo, Karađorđevo, Krivaja, Mali Beograd, Mićunovo, Novo Orahovo, Njegoševo, Obornjača, Tomislavci, Panonija, Pačir, Pobeda, Svetićevo, Srednji Salaš et Stara Moravica.

- Municipalité de Subotica : Bajmok, Bački Vinogradi, Bačko Dušanovo, Bikovo, Višnjevac, Gornji Tavankut, Donji Tavankut, Đurđin, Kelebija, Ljutovo, Mala Bosna, Mišićevo, Novi Žednik, Palić (ville), Stari Žednik, Subotica (ville), Hajdukovo, Čantavir et Šupljak.

- Municipalité de Mali Iđoš : Lovćenac, Mali Iđoš et Feketić.

### District de Syrmie (Srem)
La ville de Sremska Mitrovica est le centre administratif du district.
- Municipalité d'Inđija : Beška, Inđija (ville), Jarkovci, Krčedin, Ljukovo, Maradik, Novi Karlovci, Novi Slankamen, Slankamenački Vinogradi, Stari Slankamen et Čortanovci.

- Municipalité d'Irig : Velika Remeta, Vrdnik, Grgeteg, Dobrodol, Irig (ville), Jazak, Krušedol Prnjavor, Krušedol Selo, Mala Remeta, Neradin, Rivica et Šatrinci.

- Municipalité de Sremska Mitrovica : Bešenovački Prnjavor, Bešenovo, Bosut, Veliki Radinci, Grgurevci, Divoš, Zasavica (Gornja Zasavica), Zasavica (Donja Zasavica), Jarak, Kuzmin, Laćarak, Ležimir, Manđelos, Martinci, Mačvanska Mitrovica (ville), Noćaj, Ravnje, Radenković, Salaš Noćajski, Sremska Mitrovica (ville), Sremska Rača, Stara Bingula, Čalma, Šašinci, Šišatovac et Šuljam.

- Municipalité de Stara Pazova : Belegiš, Vojka, Golubinci, Krnješevci, Nova Pazova, Novi Banovci, Stara Pazova (ville), Stari Banovci et  Surduk.

- Municipalité de Šid : Adaševci, Batrovci, Bačinci, Berkasovo, Bikić Do, Bingula, Vašica, Višnjićevo, Gibarac, Erdevik, Ilinci, Jamena, Kukujevci, Ljuba, Molovin, Morović, Privina Glava, Sot et Šid (ville).

- Municipalité de Pećinci : Ašanja, Brestač, Deč, Donji Tovarnik, Karlovčić, Kupinovo, Obrež, Ogar, Pećinci, Popinci, Prhovo, Sibač, Sremski Mihaljevci, Subotište et Šimanovci.

- Municipalité de Ruma : Buđanovci, Vitojevci, Voganj, Grabovci, Dobrinci, Donji Petrovci, Žarkovac, Klenak, Kraljevci, Mali Radinci, Nikinci, Pavlovci, Platičevo, Putinci, Ruma (ville), Stejanovci et Hrtkovci.